# Panostitis
Die Panostitis ist eine Entzündung des Knochengewebes unbekannter Ursache. Sie tritt bei wachsenden Hunden mittel- und großwüchsiger Hunderassen auf und heilt spontan aus. 

## Vorkommen
Die Erkrankung ist relativ häufig, obwohl genaue Angaben zur Inzidenz nicht vorliegen. Deutsche Schäferhunde sind besonders stark betroffen. Die Panostitis ist vor allem im Alter von 5 bis 18 Monaten zu beobachten, in Einzelfällen auch bereits mit 2 Monaten oder erst in einem Alter von 5 Jahren. Rüden sind häufiger betroffen als Hündinnen.

## Klinik
Die Erkrankung ist sehr schmerzhaft und geht im Regelfall mit einer Lahmheit einher. Sie zeigt sich zumeist zunächst an einer der Vordergliedmaßen, kann aber auch auf die anderen Beine „überspringen“. Bei ausgeprägter Erkrankung können Allgemeinstörungen wie Fieber, Abgeschlagenheit, Fressunlust und Gewichtsverlust auftreten.
Bei der klinischen Untersuchung zeigt sich der Knochenschaft (Diaphyse) betroffener Röhrenknochen beim Betasten (palpatorisch) schmerzempfindlich, am häufigsten die Elle.
Röntgenologisch zeigen sich Verschattungen der Markhöhle. In der Frühphase sind die Knochenbälkchen (Trabekel) stärker gezeichnet oder verwaschen, gelegentlich treten fleckenartige Verschattungen auf. In der mittleren Krankheitsphase zeigt sich eine Sklerosierung vor allem am Foramen nutricium (der Öffnung, an der das Blutgefäß durch den Knochenmantel tritt) und schließlich am gesamten Knochenschaft. Die Substantia compacta wird breiter und auch die Knochenhaut kann verdickt und stärker verschattet sein. In der Spätphase kann die Markhöhle weitgehend normal erscheinen.
Die Panostitis kann mit anderen Erkrankungen des wachsenden Skeletts (Ellbogendysplasie, Hüftdysplasie) vergesellschaftet sein.

## Pathologie
Pathohistologisch zeigt sich eine Degeneration der Adipozyten im Knochenmark mit anschließender Proliferation der Stromazellen in den Markräumen. Es kommt zur Bildung von Osteoid und endosteal wird neuer Knochen gebildet.

## Therapie
Eine kausale Therapie ist nicht möglich und – da die Panostitis von allein ausheilt – auch nicht notwendig. Zur Schmerzreduktion werden vor allem nichtsteroidale Antiphlogistika wie Carprofen, Phenylbutazon, Meloxicam oder Piroxicam eingesetzt. Auch eine Behandlung mit Prednisolon ist unter sorgfältiger Schaden-Nutzen-Abwägung möglich.
Die Spontanheilung erfolgt meist in binnen weniger Wochen, in seltenen Fällen kann eine Panostitis über Monate anhalten.